# Fokker V.8
Fokker V.8 là một loại máy bay năm cánh, do Fokker chế tạo cho Luftstreitkräfte trong Chiến tranh thế giới I.
Sau thành công ban đầu của chiếc máy bay ba tầng cánh Fokker Dr.I, Anthony Fokker đã đề xuất một chiếc máy bay năm cánh, lý luận rằng nếu ba cánh đã tốt thì năm cánh còn tốt hơn. Reinhold Platz, kỹ sư trưởng của Fokker, ban đầu bị sốc bởi ý tưởng này: suy nghĩ xa hơn chỉ củng cố phản ứng này. Tuy nhiên, chiếc máy bay đã được chế tạo. Sử dụng một số bộ phận của V.6, Platz đã thiết kế một cỗ máy có ba cánh ở cực trước của máy bay và một cặp cánh ở giữa dọc theo thân máy bay, các cánh hai tầng cánh ở giữa thân máy bay được đặt ở vị trí các cạnh phía trước của chúng gần như bằng với phía sau phần cuối của buồng lái đến. 